# An Long (Bình Dương)
An Long is een xã in huyện Phú Giáo, een district in de Vietnamese provincie Bình Dương.
An Long ligt in het westen van het district tegen de grens met Chơn Thành, een district in Bình Phước. An Long ligt op de westelijke oever van de Sông Bé.